# Ancara plaesiosema
Ancara plaesiosema är en fjärilsart som beskrevs av Turner 1943. Ancara plaesiosema ingår i släktet Ancara och familjen nattflyn. Inga underarter finns listade i Catalogue of Life.